# Ibn Hazm
Ibn Hazm, alias Abū Muḥammad ʿAlī b. Aḥmad b. Saʿīd ibn Ḥazm, talvolta noto come al-Andalusī al-Ẓāhirī (in arabo أبو محمد علي بن احمد بن سعيد بن حزم‎?; Cordova, 7 novembre 994 – Huelva, 15 agosto 1064), è stato un giurista, letterato, psicologo, storico, filosofo, teologo arabo dell'epoca andalusa, pensatore della scuola islamica zahirita. Ha realizzato circa quattrocento opere, delle quali solamente quaranta sono sopravvissute.

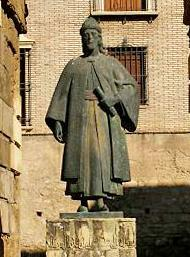
Ibn Hazm

Ibn Ḥazm è considerato il "padre fondatore degli studi comparativi sulle religioni".

## Vita
L’autore Ibn Hazm Alias Abu Muhammad Ali b. Ahmad b. Said, talvolta noto anche come Al-Andalusi nacque il giorno 29° del mese di Ramadan del 994 a Cordova, in una famiglia altolocata. Suo padre Ahmad Ibn Hazm - احمد ابن جزم assunse delle cariche amministrative subito dopo il suo insediamento a Cordova e divenne uno dei ministri del califfo Hisham II – (هشام). 
L’autore ebbe la possibilità di un’accurata istruzione. Suo padre era in buoni rapporti con Abd al-Malik al-Muzaffar -عبد الملك بن عبد العزيز المظفر. L’autore iniziò a studiare opere di natura letteraria come le poesie; successivamente si concentrò nell’assistere alle riunioni di suo padre e sulle faccende politiche. Frequentava la corte, a contatto con intellettuali, uomini religiosi e poeti. Lo scopo di suo padre Ahmad Ibn Hazm era quello di insegnare al figlio come diventare un uomo politico e di dargli la possibilità di partecipare alla vita politica.
Ibn Hazm non sembrava avere i requisiti e il carattere adatti per la partecipazione alla politica. Non dava molta importanza a queste faccende, ma si dedicava alla letteratura, agli studi umanistici e religiosi.
Ibn Hazm si specializzò in giurisprudenza, per poi diventare uno dei più noti e fondamentali giuristi dell’Andalusia. Nel 1014 si stabilì ad Almeria fino al 1016. Visitò Al Qayrawan, la capitale del governatore durante il califfato islamico. In seguito l’autore visitò l’isola di Maiorca nel 1048, per poi ritornare a Cordova.  Dopo questo lungo soggiorno nei territori dell’Andalusia andò a Siviglia. dove perse le sue opere. Dopo questa tragedia, l’autore decise di tornare ai territori di origine fino alla sua morte nel 1064.
Dopo la sua morte, l’autore lasciò numerose opere, in cui analizzava e interpretava le proprie riflessioni in campo di diritto giuridico e altri scritti come le poesie: in poco tempo divennero i libri più letti in tutta l’Andalusia. Ibn Hazm all’inizio della sua età giovanile si è convertito alla dottrina del Sciafeismo (o scuola shafi'ita), difendendone le sue caratteristiche e prospettive. Per questa posizione vennero a crearsi delle polemiche a delle critiche dei giuristi islamici, i Malikiti dell’Andalusia. Successivamente abbracciò un'altra dottrina, quella della Zahiriyya, una scuola teologica giuridica islamica caratterizzata da un accentuato letteralismo, corrente (madhhab) di cui Ibn Hazm è stato il fondatore. 
Il saggio ha sempre sostenuto le proprie riflessioni affermando che ciascun intellettuale non debba imitare qualsiasi tipo di dottrina, ma seguirne la verità e sostenendosi con argomenti tratti dal Corano. 

## Pensiero
Ibn Hazm è principalmente conosciuto al grande pubblico per il trattatello "Il collare della colomba" dedicato all'amor cortese. Per quanto riguarda i suoi principali lavori, lo studioso si dedicò alla scrittura di una grammatica zahirita (che non concedeva cioè spazio a interpretazioni spinte), con l'obiettivo di scremare il linguaggio da una serie di ambiguità che avrebbero potuto ostacolare una comprensione corretta del Corano. Il linguaggio è il vero argomento di interesse dello studioso, che viene sfruttato per giustificare svariate opinioni nei campi della critica delle altre religioni, come anche una nuova interpretazione giuridica. Sono bandite l'opinione personale (raʾy) e la credenza sulla base dell'autorità (taqlīd), e in cui il ruolo del ragionamento analogico era fortemente limitato.
Un altro interesse è il campo giuridico, all'interno del quale si situa l'opera Giudizio sulle fondamenta (in arabo aḥkām), con l'autore impegnato a catalogare le azioni umane, mentre il Fiṣal fu caratterizzata da un attento e esauriente esame delle teorie filosofiche riguardanti culti religiosi.

### Amor cortese

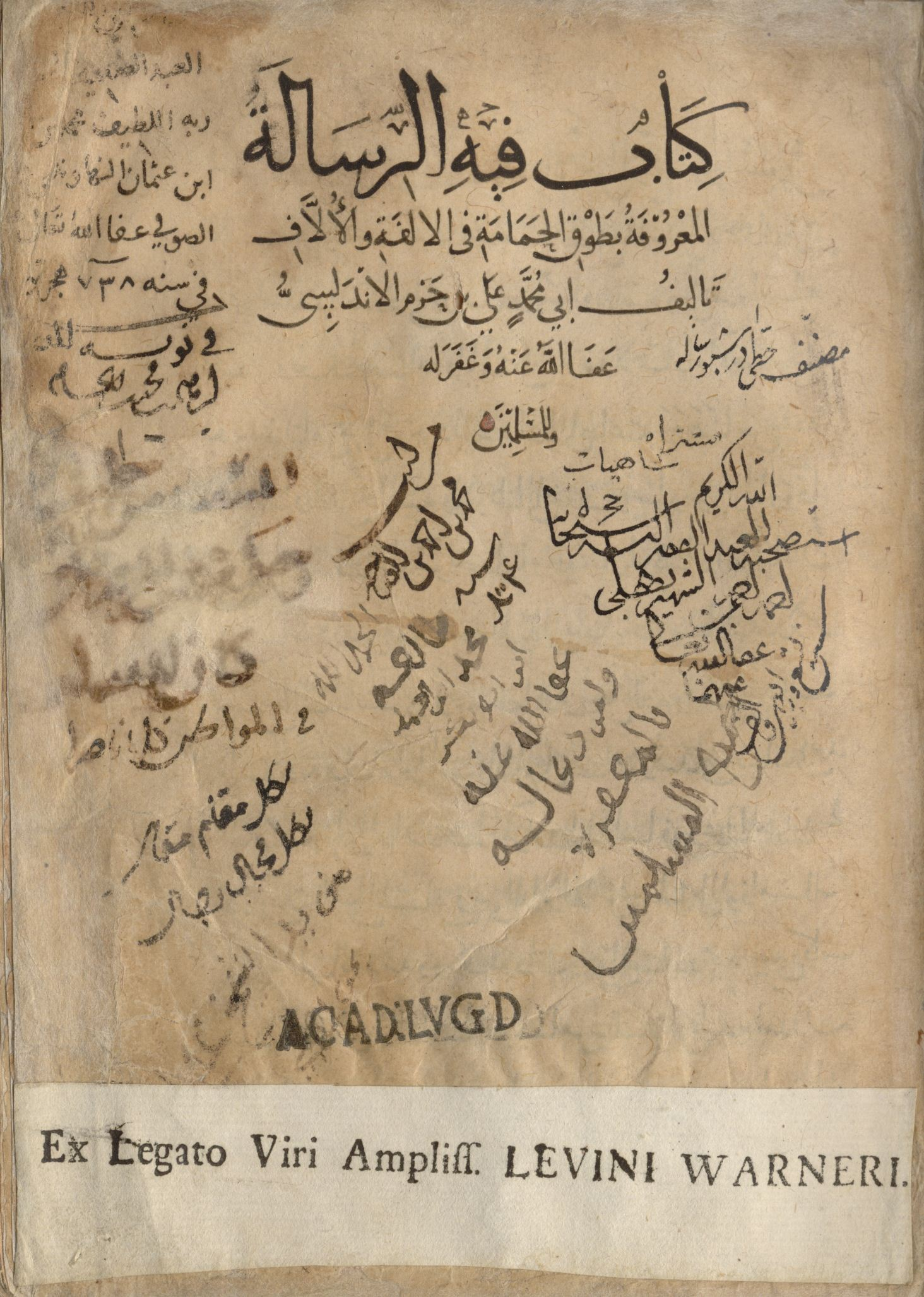
Il collare della colomba

Tra le sue opere più importanti è presente Il collare della colomba, un trattatello sull'amore di stampo cortese, impreziosita da un'indagine psicologica dei personaggi, utilizzata per effettuare una indagine sul linguaggio. Questo testo è frutto della richiesta di un amico a cui Ibn Hazm, non ancora trentenne e nemmeno giurista e grammatico affermato, rispose con entusiasmo. L'opera è frutto delle esperienze giovanili del filosofo, arricchite dalle sue conoscenze filosofiche e religiose, infatti al suo interno Ibn Hazm racconta anche scorci della propria esperienza amorosa e sentimentale. 

Il titolo fa riferimento alla tradizione neoplatonica islamica che ha una nuova fioritura con Avicenna nel X-XI secolo. Secondo questa filosofia, la colomba avrebbe rappresentato l'anima caduta. Essa è anche un collegamento al mondo religioso, infatti, l'anima è libera di tessere il proprio destino, il proprio fato, ma non può alterare la natura stessa dell'Essere che l'ha generata. A dispetto di quanto ci si potrebbe immaginare, un personaggio come Ibn Hazm, interprete di una rigorosa lettura del Corano, non prescrive delle stringenti regole sull'amore, ma vive il sentimento come qualcosa di regolato da Dio 
(Ibn Hazm)
Per questo motivo il Corano deve regolare solamente le esterne rappresentazioni dell'amore, ma non il suo sentimento profondo. Secondo l'autore, l'amore, pur essendo un sentimento leggero, può essere usato per rendere più sopportabile la nostra esistenza presente, ma anche quella futura. Proprio questo è il motivo per il quale Ibn Hazm decide di scrivere l'opera. 
Il modello lessicale e tematica sembra essere anticipatore di quella lirica trobadorica che proprio nell'XI secolo si diffonde nel sud della Francia.

### Concezione religiosa

#### Il rapporto con Cristianesimo e Ebraismo
Ibn Hazm vive a al-Andalus, dove vi erano ampi contatti pacifici tra le diverse religioni abramitiche, per questo sviluppa un grande senso critico e una conoscenza approfondita di tutte le fedi. Questa grande conoscenza viene sfruttata dallo studioso per inserirsi nell'ampio filone di polemica, presente nella tradizione islamica, contro ebrei e cristiani. 
Secondo lo studioso Samuel Behloul che ha dedicato a Ibn Hazm il saggio Ibn Hazm’s refutation of Christianity, la critica delle altre religioni è parte del progetto di riaffermazione del valore e dell'unità dell'Islam, nell'ottica di ricomporre le frazioni interne che i musulmani avevano creato a al-Andalus.
La critica principale che viene rivolta dagli studiosi musulmani è quella della falsificazione (taḥrīf,in arabo تحريف‎?) dei testi di Torah e Vangelo rispetto a quello che era stato il messaggio originale di Dio. Appena dopo la venuta di Maometto la maggior parte degli studiosi pensava che il testo fosse stato intenzionalmente falsificato (taḥrīf al-naṣṣ, in arabo تحريف النص ‎?), mentre successivamente gli studiosi mutano parere verso l'idea che la falsificazione fosse semplicemente una falsa interpretazione del testo (taḥrīf al- maʿnā, in arabo تحريف المعنى‎?).
Ibn Hazm si inserisce nel filone della falsificazione del testo della Bibbia, ma portando alcune considerazioni innovative. Infatti, era l'unico studioso ad avere una conoscenza estesa e approfondita del testo della Bibbia, dal punto di vista lessicale e linguistico. Secondo Hazm le falsificazioni sono proprio delle modifiche di carattere testuali che fanno differire il testo da quanto trasmesso inizialmente da Dio. Queste considerazioni sono inserite in un testo chiamato "La rivelazione delle modifiche apportate dagli ebrei e dai cristiani alla Torah e ai Vangeli", oggi andato perduto, ma poi inserite in un altro testo "Il libro della valutazione finale delle confessioni religiose, delle comunità religiose e delle sette"("Kitāb al-Faṣl fī l-milal wa-l- ahwāʾ wa-l-niḥal" ). 

All'interno di questi testi lo studioso delinea varie argomentazione: storiche, logiche e di conoscenza di fatti naturali-scientifici. Come prima prova storica riporta l'argomento storico: i Vangeli sono stati scritti nell'epoca in cui i cristiani erano perseguitati, per questo motivo non sarebbero stati in grado di conservare in maniera precisa il testo del messaggio di Gesù. Un'altra prova storica viene presa direttamente dalle dichiarazioni dei cristiani, che ritengono che i Vangeli siano stati scritti da quattro uomini. Infine, viene presa ad esempio la tardiva conversione di Costantino, che non seguì mai la dottrina ufficiale della Chiesa sulla divinità di Cristo, ma invece la teoria di Ario, che sosteneva come Gesù fosse un uomo e un profeta. Soprattutto la lenta conversione di Costantino viene, poi, paragonata a quella fulminea delle tribù arabe, per mostrare, invece, come il testo del Corano sia evidentemente corretto. Conseguentemente viene portata laprova logica. Hazm, infatti, riteneva che l'unico strumento valido per conoscere il mondo fosse proprio la logica, a partire dalle teorie di Aristotele. Basandosi su queste concezioni, il filosofo sostiene che la realtà derivi solo dai sensi e come Dio sia qualcosa di nettamente separato da quanto ha creato. Dopo aver posto le basi del suo ragionamento, sostiene che l'appellativo "vivente" non possa essere riferito a due entità composte da diversa materia. Questa è una rigorosa applicazione della logica aristotelica. Un'ulteriore prova logica viene edotta dalla capacità propria di ogni essere umano di distinguere chiaramente e in maniera immediata il vero dal falso. Questi due poli, secondo l'interpretazione di Ibn Hazm dei testi di Aristotele, non può essere distinta da quanto vediamo. Proprio per questo motivo lo studioso considera i Vangeli come testi falsi, che nemmeno resistono alla prova del senso comune, per cui da essi derivano anche false affermazioni su Dio e sul suo rapporto con il Creato. Come ulteriore esempio di questa incoerenza logica viene portata la Trinità, considerata come un qualcosa di unico dai cristiani. Essa viene vista come un'incoerenza logica in quanto uno e tre non corrispondono. A partire dalla puntuale lettura dei Vangeli, Ibn Hazm critica anche la divinizzazione di Gesù considerato un semplice uomo e profeta. Ponendo anche che fosse un Dio, il filosofo accusa conseguentemente i cristiani di politeismo, infatti, viene riportato un passaggio del Vangelo secondo Marco
 proprio come prova di questa teoria. 
A conseguenza di queste teorie, il cristianesimo viene considerato da Ibn Hazm come una stolta idolatria, proprio perché in netta contraddizione con il senso comune. Infatti, secondo Ibn Hazm la percezione sensoriale è l'unico mezzo messo a disposizione dell'uomo per distinguere verità falsità. Tramite questo mezzo lo studioso analizza il materiale narrativo dei Vangeli e ne trova le incompatibilità con le leggi di natura e la logica della mente umana. Esse non possono nemmeno essere interpretate tramite metafore e allegorie, rifiutate dalla sua interpretazione. Ibn Hazm ritiene l'Islam come unica religione naturale (in latino religio naturalis), questo le conferisce la possibilità di correggere ogni altra fede o religione.

#### La salvezza e il peccato
Riguardo all'Islam, Ibn Hazm sviluppa una sua concezione della salvezza e del peccato all'interno del testo "Epistola concisa sulle vie della salvezza" (Risālat al-Talkhīṣ fī wujūh al-takhlā in arabo رسالة التلخيص في وجوه التخلي‎?). All'interno di questo testo si trattano i seguenti temi divisi in capitoli: la categorizzazione dei peccati come peccati minori o gravi, la definizione e le condizioni del pentimento, il principio dell'equilibrio tra azioni buone e cattive, il principio dell'espiazione sproporzionata delle azioni cattive attraverso le azioni buone e l'intercessione del Profeta. Interessante notare come i peccati principali ricordati da Ibn Hazm siano il politeismo, stregoneria, omicidio, l'usurpazione dell'eredità degli orfani, la fuga dal campo di battaglia e la calunnia rivolta a ignare donne musulmane sposate, la menzogna, lo spergiuro (shahādat al-zūr in arabo شهادة الزور‎?), la mancanza di rispetto verso i genitori, mentire sul Profeta e esporre i propri genitori all'insulto insultando i progenitori di altre persone. Questi peccati gravi non sempre sono citati all'interno del Corano, ma la loro individuazione arriva dalla vera fede, ciò sembrerebbe persino andare contro la filosofia zhayrita di cui Ibn Hazm era uno dei maestri. I peccati gravi sono difficilmente perdonabili da Allah, mentre i peccati minori sono sempre perdonati. A questo lungo elenco sono aggiunti circa altri 20 peccati gravi che portano il computo totale a 39 peccati gravi. All'interno di questo elenco non sono inseriti alcuni peccati che comunemente erano inseriti da altri maestri musulmani, come: sodomia (liwāṭ in arabo اللواط‎?), il comportamento effeminato degli uomini (taḥannuth in arabo السلوك الانثوي للرجل‎?), compreso il vestirsi di seta o d'oro, la creazione di immagini e il gioco d'azzardo. Allo stesso modo, non vengono menzionati i peccati tradizionalmente associati alle donne, come l'ostinazione. Insomma, come suggerito da Christian Lange nel libro di Adang, le omissioni dello studioso non suggeriscono esattamente un atteggiamento puritano da parte della comunità musulmana di al-Andalus, ma anzi la vita bohémien delle classi alto nobiliari musulmane in epoca medievale.
Anche la questione del pentimento viene indagata dal filosofo. Come detto in precedenza, i peccati minori erano sempre perdonati, per questo motivo non richiedevano un pentimento vero e proprio, mentre i peccati gravi lo necessitavano. Vi sono comunque dei vincoli: Dio deve concedere il pentimento, deve derivare da un sentimento di sincero pentimento, infine, il pentimento è di tipi diversi in base al peccato commesso. Il pentimento del peccato più grave, cioè l'omicidio, può essere espiato o con la vendetta da parte dei parenti dell'ucciso o con la jihād.

## Opere principali
- al-Kitāb al-muḥallā bi-l-athār libro giuridico e di regole.
- Risālat al-aḥkām fī uṣūl al-aḥkām.
- Mukhtaṣar al-muḥallā li-Ibn Ḥazm.
- Ṭawq al-ḥamāma, in Italia Il collare della colomba, Laterza, 1949, tradotto da Francesco Gabrieli.

Ibn Ḥazm ha anche scritto una decina di trattati di medicina:
- Al-akhlāq wa al-siyar fī mudawat al-nufūs (Morals and Right Conduct in the Healing of Souls")[19]
- Marātib al-ʿulūm ("Le categorie della scienza")
- Al-Majalla
- Al-fasl fī al-milal wa al-aḥwāʾ wa al-niḥal (Libro della distinzione fra religioni e sette).[20]